# Verotika
Verotika ist ein 2019 entstandener, US-amerikanischer Horror-Episodenfilm von Glenn Danzig. Der Film basiert auf dem gleichnamigen Comic von Glenn Danzig.

## Inhalt
Der Film besteht aus drei Abschnitten. Der erste Abschnitt The Albino Spider of Dajette handelt von einer Albinospinne, die in menschlicher Form Prostituierte ermordet, indem sie ihnen das Genick bricht. Der zweite Abschnitt Change of Face handelt von einer mysteriösen Stripperin, die die Gesichter anderer Frauen sammelt. Der letzte Abschnitt Drukija Contessa of Blood folgt einer Gräfin, die jungfräuliche Frauen tötet und in deren Blut badet.

## Produktion
Der Film basiert auf den gleichnamigen Comics von Glenn Danzig.
Der dritte Abschnitt des Films Drukija Contessa of Blood nimmt Bezug auf die historische Figur und Mörderin Elisabeth Báthory.

## Veröffentlichung
Verotika wurde am 13. Juni 2019 beim Cinepocalypse-Filmfestival in Chicago aufgeführt.
Der Film hatte am 4. Oktober 2019 auf dem Sitges International Fantastic Film Festival in Spanien seine internationale Premiere.
Der Film wurde im März 2020 in den USA auf Blu-ray Disc und DVD veröffentlicht.

## Rezeption
Der Film konnte 21 % der 19 Kritiker auf Rotten Tomatoes überzeugen.